# پاشن ۱۲۷۶۶
سیارک ۱۲۷۶۶ (به انگلیسی: 12766 Paschen، نامگذاری:1993VV4) دوازده هزار و هفتصد و شصت و ششمین سیارک کشف شده‌است که در ۹ نوامبر ۱۹۹۳ کشف شد.
قدر مطلق سیارک برابر ۴۰٫۷ است.